# Andrea Ardito
Andrea Ardito (Viareggio, 8 gennaio 1977) è un allenatore di calcio ed ex calciatore italiano di ruolo centrocampista. Da calciatore detiene il record di promozioni in serie A, ben 4 con Como, Siena,Torino e Lecce. Attualmente ricopre il ruolo di Direttore Tecnico dell'Alta Brianza.

## Carriera

### Gli esordi
Esordisce nel calcio professionistico nel Pontedera nella Serie C1 1994-1995. Dopo una breve parentesi nel Campionato Nazionale Dilettanti con il Camaiore, Ardito continua a giocare tra le file del Pontedera fino alla stagione 1998-1999 collezionando 77 presenze in Serie C2 e realizzando la prima rete tra i professionisti il 21 settembre 1997 nella trasferta persa per 4-1 contro la SPAL.

### Como
Nel 1999 approda al Como nel quale gioca con continuità, riuscendo a ottenere la promozione in Serie B nel 2000-2001 e quella in Serie A l'anno seguente vincendo il campionato di Serie B 2001-2002, dove scende in campo in 22 occasioni.

### Bologna e Siena
Nell'estate del 2002 passa al Bologna con cui disputa la Coppa Intertoto 2002 (una presenza). Pochi mesi dopo la squadra bolognese lo cede al Siena con cui conquista il secondo campionato cadetto e la seconda promozione consecutiva in Serie A. Nella stagione 2003-2004, dopo un buon inizio di stagione nel quale realizza la storica prima rete in Serie A del Siena contro il Perugia, subisce la rottura del legamento crociato anteriore del ginocchio sinistro ed è costretto a saltare tutte le rimanenti partite della stagione. Nella stagione seguente si infortuna nuovamente nel mese di novembre per una dura entrata di De Rossi durante una partita di Coppa Italia che gli ha procurato la frattura del secondo metatarso del piede destro. Rientra nel marzo seguente e in totale disputerà solo 5 partite in campionato (4 prima dell'infortunio e una dopo).

### Torino
Nel 2005 viene ceduto al Torino, squadra in cui torna a giocare con continuità nella stagione 2005-2006 e con cui conquista la sua terza promozione in Serie A dopo la vittoria dei play-off.

### Lecce
Nell'estate del 2007 viene acquistato a titolo definitivo dal Lecce, squadra con la quale vince ancora i play-off di Serie B guadagnando la quarta promozione personale in A. La stagione successiva è poco impiegato sia da Beretta che da De Canio (14 presenze in campionato) e al termine dell'annata il Lecce decide di non rinnovargli il contratto.

### Ritorno al Como
Dopo essere rimasto svincolato per alcuni mesi, il 4 settembre 2009 firma per il Como un quadriennale che lo riporta in riva al Lario a 7 anni di distanza dalla precedente esperienza con i lombardi. L'11 maggio 2014, in occasione della partita dei quarti di finale dei play-off del girone A di Lega Pro Prima Divisione 2013-2014 contro il Südtirol, ha raggiunto quota 200 presenze con la maglia lariana.
Si ritira dal calcio giocato il 7 luglio 2015 dopo 6 anni di permanenza al Como entrando comunque a far parte della dirigenza comasca.

### Allenatore
Nel luglio 2015 assume la guida della formazione Primavera del Como, in coppia con Roberto Galia.
Due anni dopo viene inizialmente scelto dalla nuova cordata della Nicastro Group come allenatore della prima squadra, esclusa dalla Serie C per la mancata fidejussione della precedente proprietà,in Serie D ma successivamente declina tale invito per motivi tecnici,
scegliendo di diventare tecnico del Under 17 del Renate, club di Serie C.
Nel luglio 2018 firma per il Seregno militante nel campionato di Serie D con cui giunge ottavo.
L'anno successivo, a dicembre subentra sulla panchina del Milano City, penultimo in classifica e nonostante un discreto andamento, il blocco del campionato di fine febbraio 2020, causa la Pandemia del Covid 19, trova il club al terz'ultimo posto decretandone la retrocessione.
Nell'autunno 2020 viene ingaggiato dalla Giana Erminio, club di Gorgonzola come viceallenatore, per affiancare Cesare Albè, storica guida del club milanese, militante in Serie C. Il 20 novembre 2020 viene esonerato.
Il 3 luglio 2021 assume la guida della Castellanzese, in Serie D. Il 17 ottobre , dopo la sconfitta contro la Casatese viene esonerato.
Nell'estate 2022 si accorda con il Verbano, nel campionato di Eccellenza, ma il 1º ottobre seguente, con la squadra in zona playoff, rassegna le dimissioni.
A dicembre 2022 assume l'incarico di allenatore dell'Alta Brianza, squadra lombarda di Eccellenza. Nella stagione 2023-2024 riesce a portare la squadra ai playoff regionali, dove viene eliminata in semifinale. Il giorno dopo tale sconfitta viene comunicato che il contratto non sarà rinnovato. Rimane però in società come direttore tecnico.

## Statistiche

### Presenze e reti nei club
| Stagione         | Squadra          | Campionato       | Campionato | Campionato | Coppe nazionali | Coppe nazionali | Coppe nazionali | Coppe continentali | Coppe continentali | Coppe continentali | Totale | Totale |
| Stagione         | Squadra          | Comp             | Pres       | Reti       | Comp            | Pres            | Reti            | Comp               | Pres               | Reti               | Pres   | Reti   |
| ---------------- | ---------------- | ---------------- | ---------- | ---------- | --------------- | --------------- | --------------- | ------------------ | ------------------ | ------------------ | ------ | ------ |
| 1994-1995        | Pontedera        | C1               | 1          | 0          | CI-C            | ?               | ?               | -                  | -                  | -                  | 1+     | 0+     |
| 1995-1996        | Camaiore         | CND              | 17         | 0          | CI-D            | ?               | ?               | -                  | -                  | -                  | 17+    | 0+     |
| 1996-1997        | Pontedera        | C2               | 18         | 0          | CI-C            | ?               | ?               | -                  | -                  | -                  | 18+    | 0+     |
| 1997-1998        | Pontedera        | C2               | 30         | 1          | CI-C            | 2+              | 0               | -                  | -                  | -                  | 32+    | 1      |
| 1998-1999        | Pontedera        | C2               | 29         | 0          | CI-C            | 4               | 0               | -                  | -                  | -                  | 33     | 0      |
| Totale Pontedera | Totale Pontedera | Totale Pontedera | 78         | 1          |                 | 6+              | ?               |                    | -                  | -                  | 84+    | 1+     |
| 1999-2000        | Como             | C1               | 15         | 0          | CI+CI-C         | 2+1             | 0               | -                  | -                  | -                  | 18     | 0      |
| 2000-2001        | Como             | C1               | 31         | 1          | CI-C            | 4               | 0               | -                  | -                  | -                  | 35     | 1      |
| 2001-2002        | Como             | B                | 22         | 0          | CI              | 6               | 0               | -                  | -                  | -                  | 28     | 0      |
| lug.-set. 2002   | Bologna          | A                | 0          | 0          | -               | -               | -               | I                  | 1                  | 0                  | 1      | 0      |
| set. 2002-2003   | Siena            | B                | 32         | 0          | -               | -               | -               | -                  | -                  | -                  | 32     | 0      |
| 2003-2004        | Siena            | A                | 10         | 1          | CI              | 0               | 0               | -                  | -                  | -                  | 10     | 1      |
| 2004-2005        | Siena            | A                | 5          | 0          | CI              | 3               | 0               | -                  | -                  | -                  | 8      | 0      |
| Totale Siena     | Totale Siena     | Totale Siena     | 47         | 1          |                 | 3               | 0               |                    | -                  | -                  | 50     | 1      |
| 2005-2006        | Torino           | B                | 34+1       | 0          | -               | -               | -               | -                  | -                  | -                  | 35     | 0      |
| 2006-2007        | Torino           | A                | 26         | 0          | CI              | 2               | 0               | -                  | -                  | -                  | 28     | 0      |
| Totale Torino    | Totale Torino    | Totale Torino    | 60+1       | 0          |                 | 2               | 0               |                    | -                  | -                  | 63     | 0      |
| 2007-2008        | Lecce            | B                | 34+4       | 0          | CI              | 1               | 0               | -                  | -                  | -                  | 39     | 0      |
| 2008-2009        | Lecce            | A                | 14         | 0          | CI              | 1               | 0               | -                  | -                  | -                  | 15     | 0      |
| Totale Lecce     | Totale Lecce     | Totale Lecce     | 48+4       | 0          |                 | 2               | 0               |                    | -                  | -                  | 54     | 0      |
| set. 2009-2010   | Como             | 1D               | 16         | 0          | CI-LP           | 0               | 0               | -                  | -                  | -                  | 16     | 0      |
| 2010-2011        | Como             | 1D               | 17         | 0          | CI+CI-LP        | 2+1             | 0               | -                  | -                  | -                  | 20     | 0      |
| 2011-2012        | Como             | 1D               | 26         | 0          | CI+CI-LP        | 1+1             | 0               | -                  | -                  | -                  | 28     | 0      |
| 2012-2013        | Como             | 1D               | 26         | 0          | CI-LP           | 2               | 0               | -                  | -                  | -                  | 28     | 0      |
| 2013-2014        | Como             | 1D               | 25+1       | 0          | CI-LP           | 1               | 0               | -                  | -                  | -                  | 27     | 0      |
| 2014-2015        | Como             | LP               | 19+2       | 0          | CI+CI-LP        | 3+0             | 0               | -                  | -                  | -                  | 24     | 0      |
| Totale Como      | Totale Como      | Totale Como      | 197+3      | 1          |                 | 24              | 0               |                    | -                  | -                  | 224    | 1      |
| Totale carriera  | Totale carriera  | Totale carriera  | 447+8      | 3+0        |                 | 37+             | 0+              |                    | 1                  | 0                  | 493+   | 3+     |

## Palmarès
- Campionato italiano di Serie B: 2

Como: 2001-2002
Siena: 2002-2003